# Eiga Pretty Cure Miracle Universe
Eiga Pretty Cure Miracle Universe (映画 プリキュアミラクルユニバース?, Eiga Purikyua Mirakuru Yunibāsu, Eiga Precure Miracle Universe, lett. "Pretty Cure Miracle Universe - Il film") è un film del 2019 diretto da Yukio Kaizawa.
È il ventiseiesimo film d'animazione tratto dal franchise Pretty Cure di Izumi Tōdō. Il film vede per personaggi principali le Pretty Cure dalla quattordicesima fino alla sedicesima serie (esclusa Cure Cosmo), per un totale di quindici protagoniste femminili; fanno, però, una breve comparsa tutte le Pretty Cure delle precedenti serie, anche se soltanto alcune parlano.

## Trama
Mentre Hikaru e le altre osservano le stelle col telescopio, l'universo improvvisamente si deforma e porta allo scoperto dei pianeti sconosciuti in cui si fabbricano Miracle Light. A causa di un problema durante la produzione, i pianeti iniziano ad essere avvolti dall'oscurità, facendo scomparire la luce. Piton, un apprendista artigiano di Miracle Light che si ritiene la causa del guasto nella fabbrica, invoca l'aiuto delle Pretty Cure, teletrasportandole nel suo mondo di pianeti Miracle. Le guerriere intervengono per impedire il dilagare dell'oscurità, ma falliscono e vengono separate, prima di essere ritrovate dalla polizia spaziale che ordina il loro arresto perché assieme a Piton sono accusate responsabili del disastro che sta accadendo. Piton abbandona la sua Miracle Light poiché sfiduciato nei confronti delle Pretty Cure che dovevano aiutarlo, ma successivamente si ricrede e le incita a fare del loro meglio. Comprendendo che la sua Miracle Light che aveva abbandonato è l'unica rimasta e ha il potere di respingere l'oscurità, Piton si rende conto che deve completarla e s'impegna con l'aiuto di Cure Star e le altre a raggiungere la fabbrica in cui lavorava per far tornare la luce. Yango, collaboratore del Presidente dei pianeti Miracle, tuttavia, gli tende una trappola e fa sì che la Miracle Light venga danneggiata, rivelando di essere il vero autore che sta causando l'avanzata dell'oscurità. Assumendo il ruolo di grande re demone dello spazio, Yango recrimina il fatto di non essere mai stato sostenuto e obbliga il popolo a sostenerlo attraverso delle Dark Light, che lo fanno ingigantire ed espandere. Piton riesce però a completare la sua piccola torcia in una Miracle Universe Light col sostegno delle Pretty Cure e del Presidente, alimentandola coi suoi più sinceri sentimenti: ciò permette la chiamata di tutte le Pretty Cure, che acquisiscono nuova forza, risanando i pianeti Miracle dall'oscurità che li avvolgeva e facendo arrestare Yango. Infine, Piton viene nominato un artigiano di Miracle Light a tutti gli effetti, mentre le Pretty Cure tornano a casa ad osservare le stelle.

## Personaggi esclusivi del film
Piton (ピトン?, Piton)
È una fata dall'aspetto di un pulcino, apprendista artigiano che realizza Miracle Light. È stanco dell'apprendistato e vorrebbe diventare subito un fabbricatore a pieno titolo, creando le migliori Miracle Light che siano mai esistite. Possiede un piccolo razzo, attaccato sulla schiena, che gli consente di viaggiare fra i vari pianeti Miracle. Ritenuto l'artefice del guasto della fabbrica che ha generato l'oscurità, si sente in colpa per la sua poca attenzione nel lavoro e invoca l'aiuto delle Pretty Cure, salvo poi scoprire che lui non c'entra niente ed è Yango il vero colpevole. Inizialmente non è fiducioso nei confronti delle Leggendarie Guerriere, ma si ricrede e accetta il loro aiuto quando si accorge che la sua Miracle Light ancora incompleta è l'unica rimasta in grado di contrastare le tenebre. Una volta capito che quello che mancava alla sua piccola torcia erano i suoi sentimenti, completa la Miracle Universe Light che dona forza alle Pretty Cure per sconfiggere il grande re demone dello spazio e permette a lui di diventare artigiano di Miracle Light a tutti gli effetti. Finisce le frasi con l'intercalare "pito" (「ピト」?, "pito").
Yango (ヤンゴ?, Yango) / Grande re demone dello spazio (宇宙大魔王?, Uchū dai maō)
È una fata dall'aspetto di un corvo, membro della Guardia Spaziale dei pianeti Miracle e stretto collaboratore del Presidente. Porta gli occhiali. Si assicura che nulla minacci la pace dell'universo. Dopo il guasto alla fabbrica di Miracle Light, insieme alla Guardia Spaziale ordina l'arresto di Piton e le Pretty Cure poiché sono visti come la ragione della scomparsa della luce nel cosmo. In seguito, tendendo una trappola a Piton, rivela di essere lui il responsabile dell'oscurità tra i pianeti Miracle, stanco di non essere mai stato sostenuto da nessuno nelle sue scelte; obbliga quindi il popolo a sostenerlo attraverso delle Dark Light, che lo fanno ingigantire ed espandere nel ruolo di grande re demone dello spazio. Viene sconfitto dalle Pretty Cure, con l'ausilio della Miracle Universe Light, e arrestato.
Presidente (大統領?, Daitōryō)
È una fata dall'aspetto di un gufo, colui che sovrintende a tutto sui pianeti Miracle. È sempre affiancato da Yango, e rimane scioccato quando lo scopre responsabile della disfatta della fabbrica di Miracle Light e dell'avanzata dell'oscurità tra i pianeti. È saggio, conosce la leggenda sulle Miracle Light e aiuta Piton a completare la sua, nominandolo poi artigiano a tutti gli effetti.

## Oggetti magici
Miracle ☆ Universe Light (ミラクル☆ユニバースライト?, Mirakuru ☆ Yunibāsu Raito)
È una piccola torcia con l'estremità di cristallo a forma di stella gialla unita ad una piccola stella cometa che proietta un fascio di luce. Trasforma il coraggio in un nuovo potere per le Pretty Cure e può fermare l'avanzata dell'oscurità. L'oggetto è la versione completa della Miracle Light prodotta da Piton. Yango, nei panni del grande re demone dello spazio, fa sì che il popolo spaziale lo inciti attraverso delle Dark Light, opposte alle Miracle Light, che vengono distrutte con la sua sconfitta.
In Giappone, quando è uscito il film, le Miracle Universe Light sono state realmente distribuite al pubblico nelle sale, difatti nella sequenza introduttiva del lungometraggio si vedono Prunce con Fuwa, Pekorin e Choro, Hugtan e Harry, Cure Star, Cure Yell, Cure Whip e Piton spiegare come utilizzarla per incitare le Pretty Cure durante la visione.

## Trasformazioni e attacchi
- Miracle Universe Twinkle (ミラクルユニバース・トゥインクル?, Mirakuru Yunibāsu Tuinkuru): è l'attacco di gruppo delle Pretty Cure, potenziate dalla Miracle Universe Light. Dopo aver ottenuto una Star Color Pen dall'incitamento del popolo del cosmo, le Star Twinkle con le HUGtto e le Kirakira, a cui si uniscono Piton e il supporto di tutte le guerriere precedenti, sfrecciano come una cometa contro il nemico, purificandolo.

## Luoghi
Pianeti Miracle (惑星ミラクル?, Wakusei Mirakuru)
Sono un gruppo di pianeti nel Mondo delle Stelle Scintillanti (キラキラ星の世界?, Kirakira Hoshi no Sekai) in cui si fabbricano le Miracle Light che illuminano l'intero universo. È composto da più stelle collegate, tra cui una "stella verde" dove vivono abitanti dall'aspetto di uccelli e sono benedetti con frutti freschi tutto l'anno, una "stella rossa" dove eruttano vulcani, e una "stella blu" in cui si fluttua tra le nuvole.

## Colonna sonora
| Nº | Titolo CD | Numero tracce | Data uscita   |
| -- | --- | ------------- | ------------- |
| 1  | WIN-kuru! Precure Miracle Universe☆ / Precure! Kana-Yell☆Miracle (ＷＩＮくる！プリキュアミラクルユニバース☆／プリキュア！カナＹｅｌｌ☆ミラクル?) | 4             | 13 marzo 2019 |
| 2  | Eiga Precure Miracle Universe - Original☆Soundtrack (映画 プリキュアミラクルユニバース オリジナル☆サウンドトラック?)                             | 36            | 13 marzo 2019 |

### Sigle
La sigla originale di apertura è composta da Keita Miyoshi con il testo di Sumiyo Mutsumi, mentre quella di chiusura da Motoi Okuda con il testo di Kumiko Aoki.
Sigla di apertura
- Precure! Kana-Yell☆Miracle (プリキュア！カナＹｅｌｌ☆ミラクル?), cantata da Kanako Miyamoto

Sigla di chiusura
- WIN-kuru! Precure Miracle Universe☆ (ＷＩＮくる！プリキュアミラクルユニバース☆?), cantata da Rie Kitagawa

## Distribuzione
Il film è stato proiettato per la prima volta nelle sale cinematografiche giapponesi il 16 marzo 2019. Il DVD e il Blu-ray sono usciti il 10 luglio 2019.

## Accoglienza
Nel primo fine settimana di proiezione, il film ha incassato la cifra di 248 milioni di yen, piazzandosi al terzo posto del box office. L'incasso totale è di 940 milioni di yen circa.

## Altri adattamenti
Un adattamento in cartaceo del film è stato pubblicato da Kōdansha il 18 marzo 2019 con ISBN 978-4-06-514859-4.